# 消費潮
在經濟人口學中，術語消費潮（英語：Spending Wave），亦稱為老年潮，是指離家出走的孩子所帶來的經濟影響。當一個社會經歷這種巨大的家庭轉變時，會因整體支出減少而造成經濟衰退。

## 美國
在美國當代經濟學，南卡羅萊納大學、哈佛商學院畢業生和財富100強顧問哈里·登特已經推廣嬰兒潮一代的消費潮理論。據哈里·登特指，隨著嬰兒潮時代出生的人成長，使消費力下降，導致2008年股市下跌。這一預測是基於觀察，約50歲的人是高消費群。2002年，丹·阿諾德（Dan Arnold）在他的著作大失敗前進中讚同這一理論，他認為揮金如土的正是45-54歲的成年人，他們的人數會在2011-2012年達到高峰。
其餘作家，例如席貝爾（Schieber）和紹文（Shoven） 則認為美國的社會保障信託基金大約將會在2007-2009年間逐漸到達頂峰。
一些專家，預計最嚴重的消費衰退是自1980年以來當嬰兒潮一代退休後，會造成失業率上升、房價下降和股票價格下跌。 然而，其他專家則暗示美國的外來移民和新興經濟體的崛起會抵銷人口統計學中嬰兒潮一代所帶來的影響。還有一些專家推測，由於2008年股市大跌和房屋資產崩潰，使到大量嬰兒潮一代手持的股票變得不值錢，從而導致他們押後先前訂下的退休年齡。
據認為，2008-2032年間，美國將會出現最高的人口增長率，而日本的人口將下降。 因此，美國在人口統計學上可能有更佳的股市前景。

## 日本
1989年12月29日，日本的日經平均指數到達頂峰。 日本的出生率大約在1930-1940年似乎已見頂，當時14歲以下的人口有百分之36.7，人口在2007年已經跌至百分之13.5。那些15-64歲的人在1990-1995年間達到高峰。這似乎證實了消費潮所假定的50歲為消費高峰的理論。